# Izvestkovi
Izvestkovi (en rus: Известковый) és un poble (un possiólok) del krai de Khabàrovsk, a Rússia, que el 2012 tenia 1.536 habitants.